# Uladzimir Sasimovich
Uladzimir Sasimovich (Unión Soviética, 14 de septiembre de 1968) fue un atleta soviético, especializado en la prueba de lanzamiento de jabalina en la que llegó a ser medallista de bronce mundial en 1991.

## Carrera deportiva
En el Mundial de Tokio 1991 ganó la medalla de bronce en el lanzamiento de jabalina, con una marca de 87.08 metros, quedando tras los finlandeses Kimmo Kinnunen y Seppo Räty.